# Nervsnittning

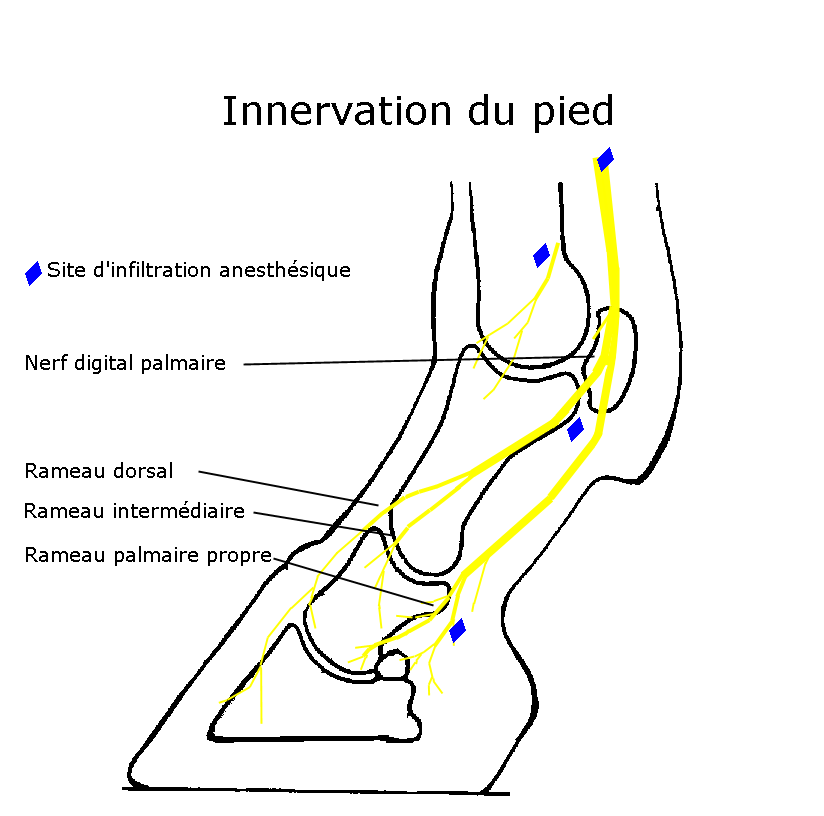
Nerver (gul färg) i en hov.
(Bildens blå markeringar anger ställen för injicering av lokalbedövningsmedel.)

Nervsnittning på hästar, innebär att en nerv skärs av, ofta i hovarna, och hästens känsel tas då bort. På så vis kommer inte hästen att kunna känna smärta. En nervsnittning kan liknas med att kapa av en elledning, strömmen kommer inte fram.
Det finns två olika typer av nervsnittning: Fysisk och kemisk. Vid fysisk nervsnittning skärs nerverna av, och vid kemisk nervsnittning används kemikalier för att blockera nerverna. Kemisk nervsnittning kan ibland gå tillbaka så att nerverna fungerar igen.
Ingreppet är tillåtet inom nordamerikansk travsport, men inom svensk travsport är det förbjudet, då det strider mot det svenska dopningsreglementet. Inga hästar som är nervsnittade får tävla i Sverige, eller verka i svensk avelsverksamhet.

## I media
Nervsnittning blev väldigt uppmärksammat då den amerikanska travaren Propulsion skar mållinjen som etta i Elitloppet 2020. Tre dagar efter loppet, den 2 juni 2020 meddelade den norska facktidningen Trav og Galopp-nytt att Propulsion, enligt uppgifter, skulle vara nervsnittad i sina hovar.
Det svenska förbundet Svensk Travsport inledde en stor utredning och den 29 oktober 2020 meddelades det under en presskonferens att Propulsion varit nervsnittad sedan 2015, och att drygt 26 miljoner kronor i insprungna prispengar i svenska travlopp kommer att behöva betalas tillbaka.